# Estampon
L'Estampon est une rivière qui traverse les départements du Gers et des Landes et un affluent droit de la Douze dans le bassin versant de l'Adour.

## Géographie
D'une longueur de 52,1 kilomètres, il prend sa source sur la commune de Parleboscq (Landes), à l'altitude 157 mètres. Il est canalisé dans sa partie supérieure (Grand canal du Marais) jusqu'à l'altitude 144 mètres sur la commune de Herré (Landes).
Il coule du sud-est vers le nord-ouest et se jette dans la Douze à Roquefort (Landes), à l'altitude 54 mètres.

## Communes, cantons et départements traversés
Dans le département du Gers, l'Estampon traverse une commune et un canton : Cazaubon (à quelques mètres à l'est de la source), dans le canton de Cazaubon.
Dans le département des Landes, la rivière traverse onze communes et deux cantons, soit dans le sens amont vers aval : Parleboscq (source), Gabarret, Créon-d'Armagnac, Herré, Losse, Estigarde, Vielle-Soubiran, Saint-Gor, Retjons, Arue et Roquefort (confluence).
Soit en termes de cantons, l'Estampon prend sa source dans le canton de Gabarret et conflue dans le canton de Roquefort.

## Affluents
L'Estampon a vingt affluents référencés :
- le fossé Bernet (rg) ;
- le fossé de Tauzia (rg), 1,7 km ;
- le fossé de Pagès (rg), 1,7 km ;
- le ruisseau de l'Estampon (rd), 1,8 km ;
- le ruisseau de l'Escourre (rd), 1,8 km ;
- le ruisseau de Belloc (rd), 3,7 km ;
- le ruisseau de Lapeyrade (rd), 4,4 km ;
- le ruisseau Rioulet (rg) ;
- le ruisseau de Lange (rd), 6,7 km ;
- le ruisseau de Terrade (rd), 3,4 km ;
- le ruisseau de Chatéou (ou ruisseau la Losse[2]) (rd), 11,1 km ;
- le ruisseau le Bourden (rd), 6,4 km ;
- le ruisseau de Goutaille (rg), 7,6 km ;
- le ruisseau de la Rombleur (rg), 7,4 km ;
- le ruisseau le Launet (rg), 18,1 km ;
- le ruisseau de Bergonce (rd) (ou ruisseau de Viatole), 16,1 km ;
- le ruisseau de Tauzie (ou ruisseau de Lugaut[2]) (rd), 15,4 km ;
- le ruisseau de Ribarrouy (rd), 6,6 km ;
- le ruisseau de Caillaou (rg), 5,3 km ;
- le ruisseau de Nabias (rd).

Géoportail indique d'autres affluents :
- le Petit Canal (rg) ;
- le fossé de Tambourin (rg) ;
- le fossé de Baqué (rd) ;
- le fossé des Couralets (rg) ;
- le ruisseau de la Grande Barrade (rg) ;
- le ruisseau du Barat Jouanin (rg) ;
- le ruisseau de la Lande (rd).